# Jesu fristelse
 Der er for få eller ingen kildehenvisninger i denne artikel, hvilket er et problem. Du kan hjælpe ved at angive troværdige kilder til de påstande, som fremføres i artiklen.

Jesu fristelse gengives i alle de tre synoptiske evangelier i Matthæus 4,1-11, Markus 1,12-13 og Lukas 4,1-13, hvor Jesus efter 40 dages faste bliver fristet af Djævelen i ørkenen.

## De synoptiske evangeliers forskellighed
Både Matthæus og Lukas har en længere og meget ens fortælling om Jesu fristelse. Dog er rækkefølgen på anden og tredje fristelse byttet om i Lukasevangeliet i forhold til Matthæusevangeliet. I Lukas’ version forklarer Djævelen også, hvorfor han kan tilbyde Jesus alverdens riger og magt: For den er overgivet til mig, og jeg giver den, til hvem jeg vil. (Luk 4,6). Lukas har derimod ikke tilføjelsen om, at englene, efter at Jesus havde modstået fristelserne, sørgede for ham (Matt 4,11; Mark 1,13).
Markus’ beretning derimod er en kort bemærkning om, at Jesus blev fristet af Satan, (i Markus kaldes han Satan, modsat de to andre evangelier, der benævner fristeren som Djævelen), Mark når dog også at bemærke, at Jesus levede blandt de vilde dyr i de 40 dage i ørkenen.

## Baggrunden for fristelsen

### Jesu dåb
Fristelsen i ørkenen sker lige efter og på baggrund af Jesu dåb, hvor en røst fra himmelen havde sagt til ham: Du er min elskede søn, i dig har jeg fundet velbehag!. Det er netop dette udsagn, Djævelen prøver at få Jesus til at bevise ved at gøre sten til brød og ved at kaste sig ud fra templets tinde. Hvis du er Guds søn (Luk 4,3.9) Men Jesus falder ikke for fristelsen, for ham er det nok at Gud fra himlen har sagt det. På denne måde minde Djævelen om slangen, som i syndefaldet prøvede at få menneskerne til at tvivle på Guds Ord ved at sige: Har Gud virkelig sagt...

### Ånden
Alle tre evangelier fremhæver at det var Ånden, som jo netop i dåben var dalet ned over ham som en due, der førte ham ud i ørkenen. Og Matthæus siger direkte at Ånden førte ham der ud for at blive fristet. Fristelsen var altså noget Gud ønskede Jesus skulle udsættes for, derved følger at der nødvendigvis må ligge en særlig betydning gemt i fristelsen.

### De 40 dage i ørkenen
Jesus vandrede fastende rundt i ørkenen i 40 dage før Djævelen kom. Tallet 40 nævnes i Bibelen altid i forbindelse med syndens følger eller reaktioner på grund af synd. F.eks. varede syndfloden 40 døgn (1 Mos 7,4), 40 piskeslag var det maksimale antal man måtte give ifølge Moseloven (5 Mos 25,3). Dog er den begivenhed, der først og fremmest springer i øjnene israelitternes 40 år i ørkenen, som de fik som straf for ikke at have adlydt Gud. De 40 års ørkenvandring er fortolkningsnøglen til Jesu fristelse i ørkenen. For ligesom israelitterne blev fristet i ørkenen, blev Jesus det også, og de tre fristelser som Jesus modstod er også tre er de centrale fristelser som israelitterne faldt for i de 40 år. På den måde fremstiller både Matthæus og Lukas Jesus som det perfekte Israel, der modstod de fristelser, som israelitterne faldt for.

## Fristelsen

### Djævelen
Det hebraiske ord Satan betyder oprindeligt modstander og benyttes 20 gange i Det Gamle Testamente, og overvejende i Jobs Bog, deriblandt i Markus korte version af Jesu fristelse. Diábolos er det græske ord, der i den græske oversættelse af Det Gamle Testamente konsekvent erstatter ordet Satan, og som oversættes med Djævelen på dansk. Ordet betegner en der bagtaler, anklager eller beskylder og bruges 35 gange i Det Nye Testamente.

### Sten til brød
Første fristelse er at gøre stenene i ørkenen til brød, for at bevise at Jesus virkelig er Guds søn. Der ligger dog også en anden konkret fristelse i og med at Jesus led sult efter de 40 dage. Her er han i den samme situation som israelliterne der også led sult i ørkenen, men i modsætningen til dem så blev han ikke fristet til at synde mod Gud. Han svarer derimod fristelsen og Djævelen med de ord som Moses sagde til israelitterne under ørkenvandringen. Her kommer det udvidede citat fra Femte Mosebog:
Han ydmygede dig og lod dig sulte og gav dig manna at spise, som hverken du eller dine fædre kendte, for at lade dig vide, at mennesket ikke lever af brød alene, men af alt, hvad der udgår af Herrens mund.(5 Mos 8,3)
Israelitterne, som Moses talte til, sultede, men lærte ikke at leve af det, der udgik af Herrens mund. I stedet gav de ondt af sig, først over sult og tørst, senere over at de var trætte af mannaen. På den måde viser teksterne fra Matthæus og Lukas at Jesus modstod de fristelser som israelitterne faldt for.

### Templets tinde
Anden fristelse (eller tredje ifølge Lukas) udspiller sig på templets tinde, hvor Djævelen tager ham hen, og udfordrer Jesus til at kaste sig ud, endnu engang for at bevise sig som Guds søn. Denne gang bruger Djævelen et bibelcitat fra Salmernes Bog, om at Gud altid vil beskytte sin retfærdige. Jesus skulle altså afprøve Guds godhed og barmhjertighed, dvs. udæske Gud, på samme måde som at israelitterne gang på gang i ørkenen afprøvede Guds barmhjertighed og overbærenhed. Men Jesus afviser, igen med et citat fra Moses' tale til det folk, igen er her et udvidet citat:
I må ikke udæske Herren jeres Gud, sådan som I gjorde ved Massa.(5 Mos 6,16)
Israelitterne udæskede Herren ved Massa (=udæskede) da de endnu en gang prøvede Guds overbærenhed og barmhjertighed af. Men Jesus prøvede ikke Gud af og viste sig igen som den der modstod de fristelser som israelitterne faldt for.

### Tilbedelse af Satan
Den tredje fristelse (eller anden ifølge Lukas) er mere direkte, ved at Djævelen frister ham med alverdens riges magt og herlighed, hvis han vil tilbede Djævelen.
Jesu svar er igen fra Moses tale til israelitterne:
Du skal frygte Herren din Gud, ham skal du tjene(5 Mos 6,13)
Endnu engang står det i kontrast til israelitterne, der gang på gang vendte sig bort fra Gud, og dyrkede afguder.

## Fodnoter
1. ↑  Matthæus 4,1-11 Arkiveret 28. september 2007 hos  Wayback Machine
2. ↑  Markus 1,12-13 Arkiveret 30. september 2007 hos  Wayback Machine
3. ↑  Lukas 4,1-13 Arkiveret 30. september 2007 hos  Wayback Machine
4. ↑  "Our Rabbis related that in the hour when the Messiah shall be revealed he shall come and stand on the roof of the temple." Pesikta Rabbati 62 c-d Rivka Ulmer, A Synoptic Edition of Pesiqta Rabbati Based upon All Extant Manuscripts and the Editio Princeps. South Florida Studies in the History of Judaism 155, 1995